# تشيلسي موسم 2015–16
كان موسم 2015–16 هو الموسم الـ102 لنادي تشيلسي لكرة القدم، والموسم السابع والعشرون على التوالي في كرة القدم الإنجليزية، والموسم الرابع والعشرون على التوالي في الدوري الإنجليزي الممتاز، والعام العاشر منذ وجود النادي كنادي كرة قدم.  دخلوا الموسم باعتبارهم أبطال الدوري الإنجليزي الممتاز بعد فوزهم باللقب للمرة الخامسة في 2014–15، وشاركوا أيضًا في كأس الاتحاد الإنجليزي وكأس الرابطة ودرع الاتحاد الإنجليزي ودوري أبطال أوروبا.
كان هذا الموسم هو الأول منذ موسم 2003–04 بدون بيتر تشيك، الذي انضم إلى الغريم أرسنال.